# Народный музей Московского метрополитена
Наро́дный музе́й Моско́вского метрополите́на (также Центр профориента́ции или Центр профориента́ции Тра́нспортного ко́мплекса, с лета 2024 года — Центр профессиона́льного разви́тия молодёжи Корпорати́вного университе́та тра́нспортного ко́мплекса) — музей, посвящённый истории Московского метро. Был основан в 1967 году по инициативе бывших работников метрополитена и первой женщины-машиниста Зинаиды Троицкой. В коллекцию музея входят документы, фотографии и предметы, связанные со строительством первых линий и историей эксплуатации станций. В 2016 году музей переехал из помещения в наземном вестибюле станции метро «Спортивная» в Центр профориентации, который расположен в вестибюле станции метро «Деловой центр» Филёвской линии.

## История

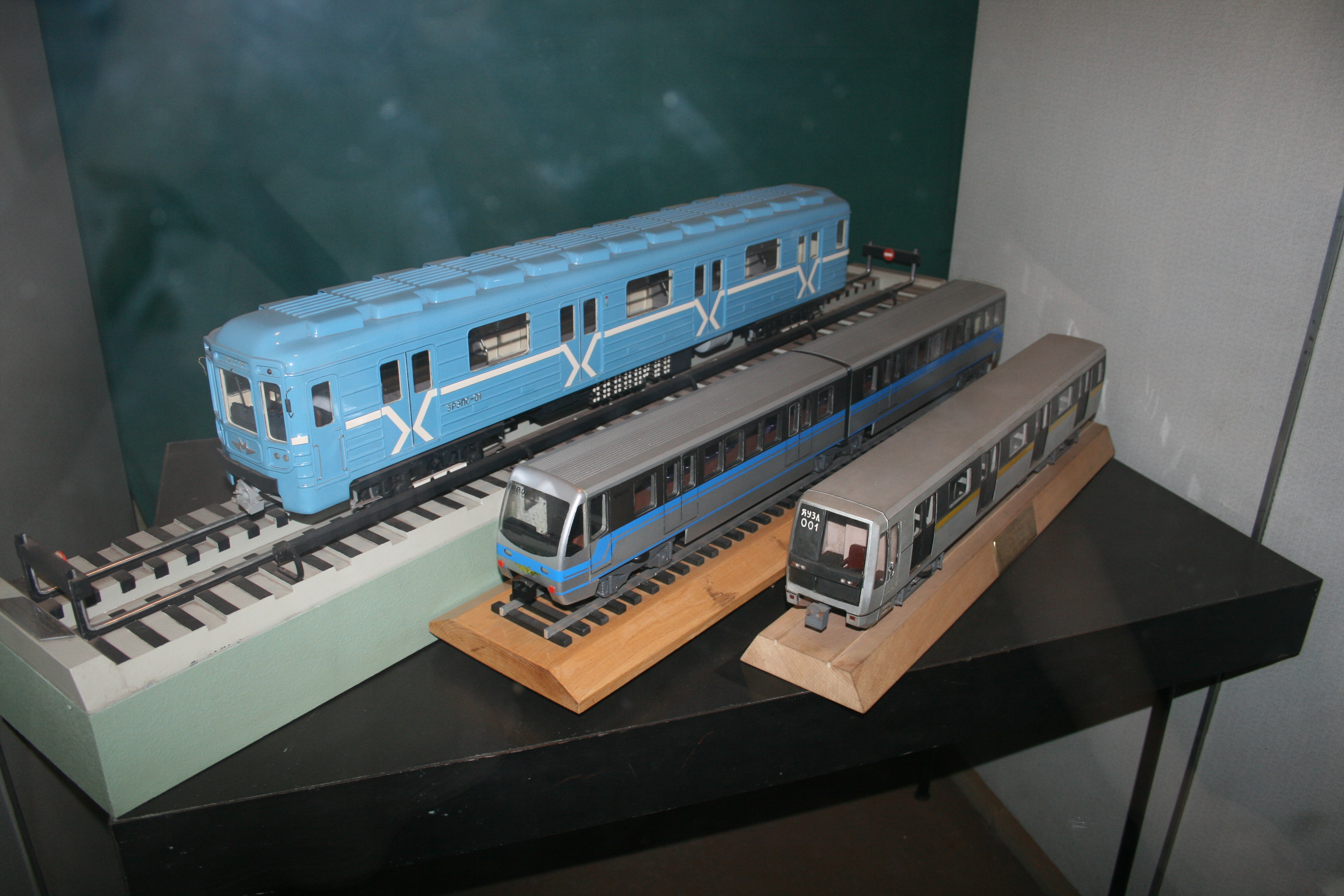
Модели вагонов 81-717, 81-740 и 81-720 в экспозиции музея, 2008 год

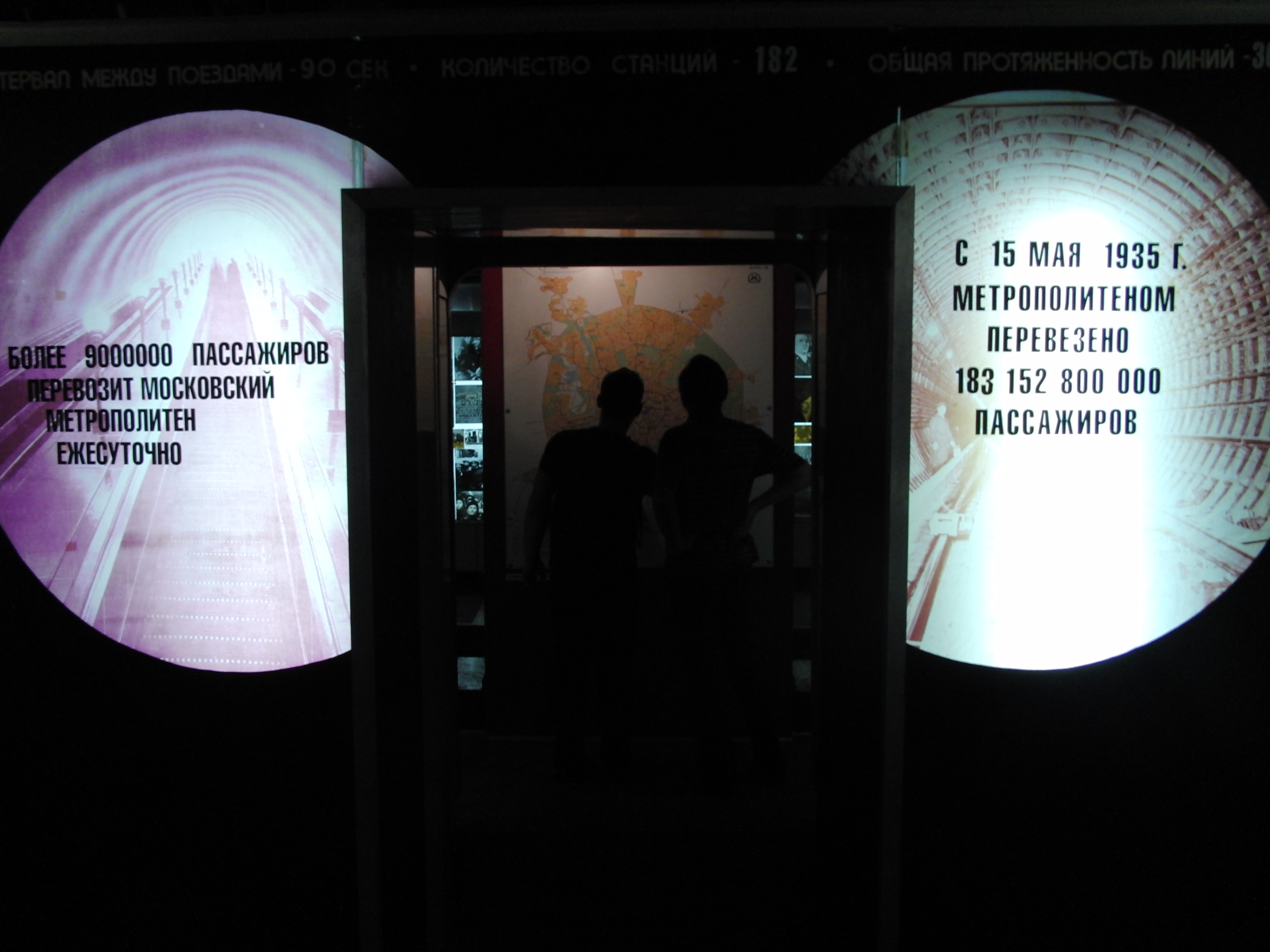
Экспозиция музея, 2010 год

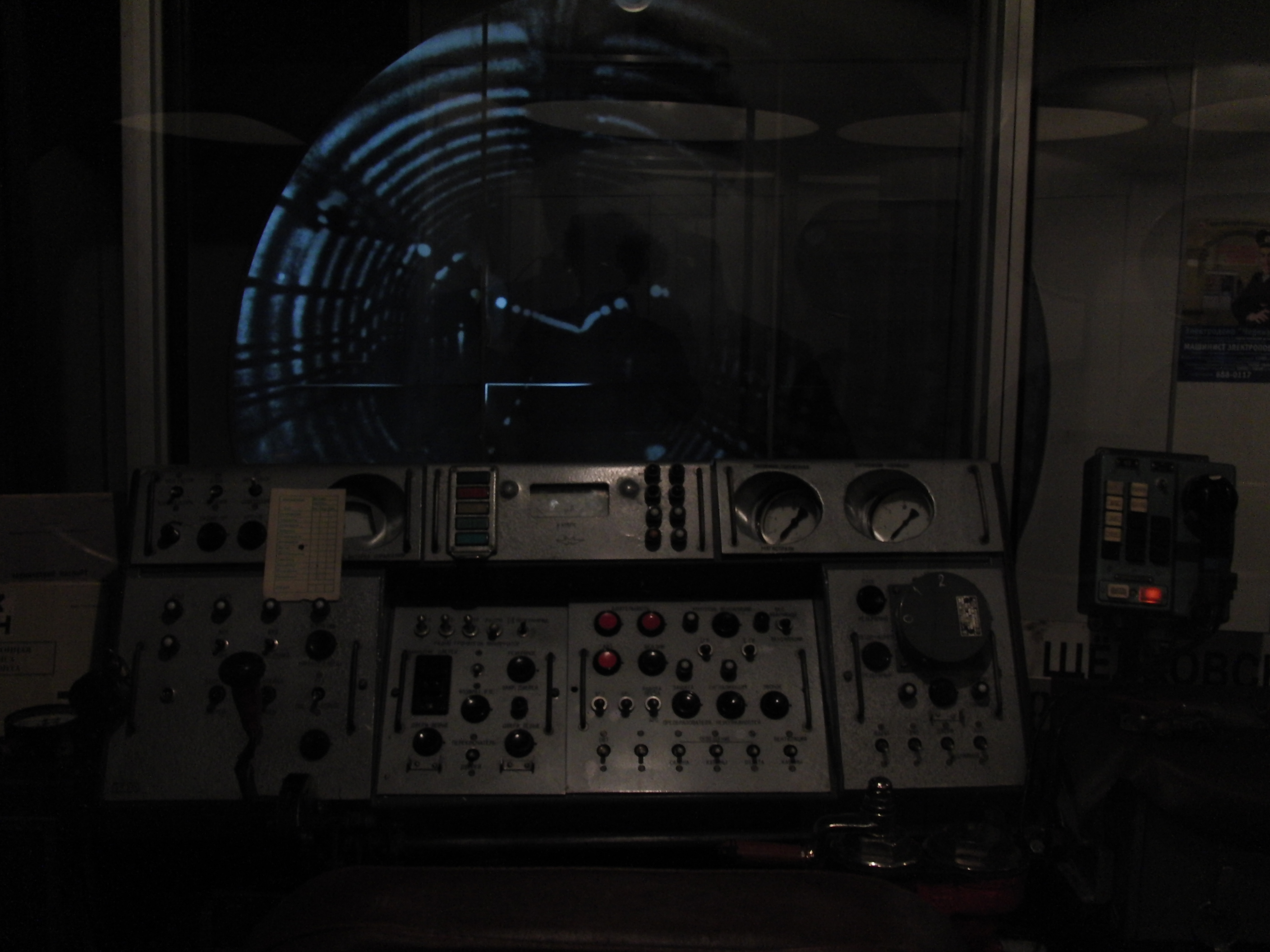
Интерактивная кабина машиниста в коллекции музея, 2010 год

Первые предложения по созданию подземной транспортной системы в Москве появились в 1875 году, однако воплотились лишь в советское время. К 1930-му население Москвы резко возросло, и наземный транспорт не справлялся с нагрузками, в связи с чем было принято решение о строительстве метрополитена. Проект по сооружению метро возглавил государственный деятель Лазарь Каганович, и уже в 1935 году первые линии были введены в эксплуатацию.
Под землёй товарищ крот
До ушей разинул рот.
Электричество гудёт,
Под землёй трамвай идёт.
Во Москве-реке карась
Смотрит в дырочку сквозь грязь,
Под землёй быстрей налима
Поезда проходят мимо.— Владимир Маяковский о строительстве московского метро
Идея организации музея, посвящённого строительству метрополитена, появилась в 1935 году, однако его открытие произошло только в 1967 году по инициативе ветеранов труда и первой женщины-машиниста Зинаиды Троицкой. Бывшие работники метро самостоятельно собирали документы, фотографии и образцы техники. Бо́льшая часть коллекции, в том числе снятая с эксплуатации техника, была подарена музею частными лицами. В первые годы после создания музей размещался в небольшой комнате, но после реконструкции, проведённой перед Олимпиадой 1980 года, залы экспозиции были значительно расширены.

## Экспозиция

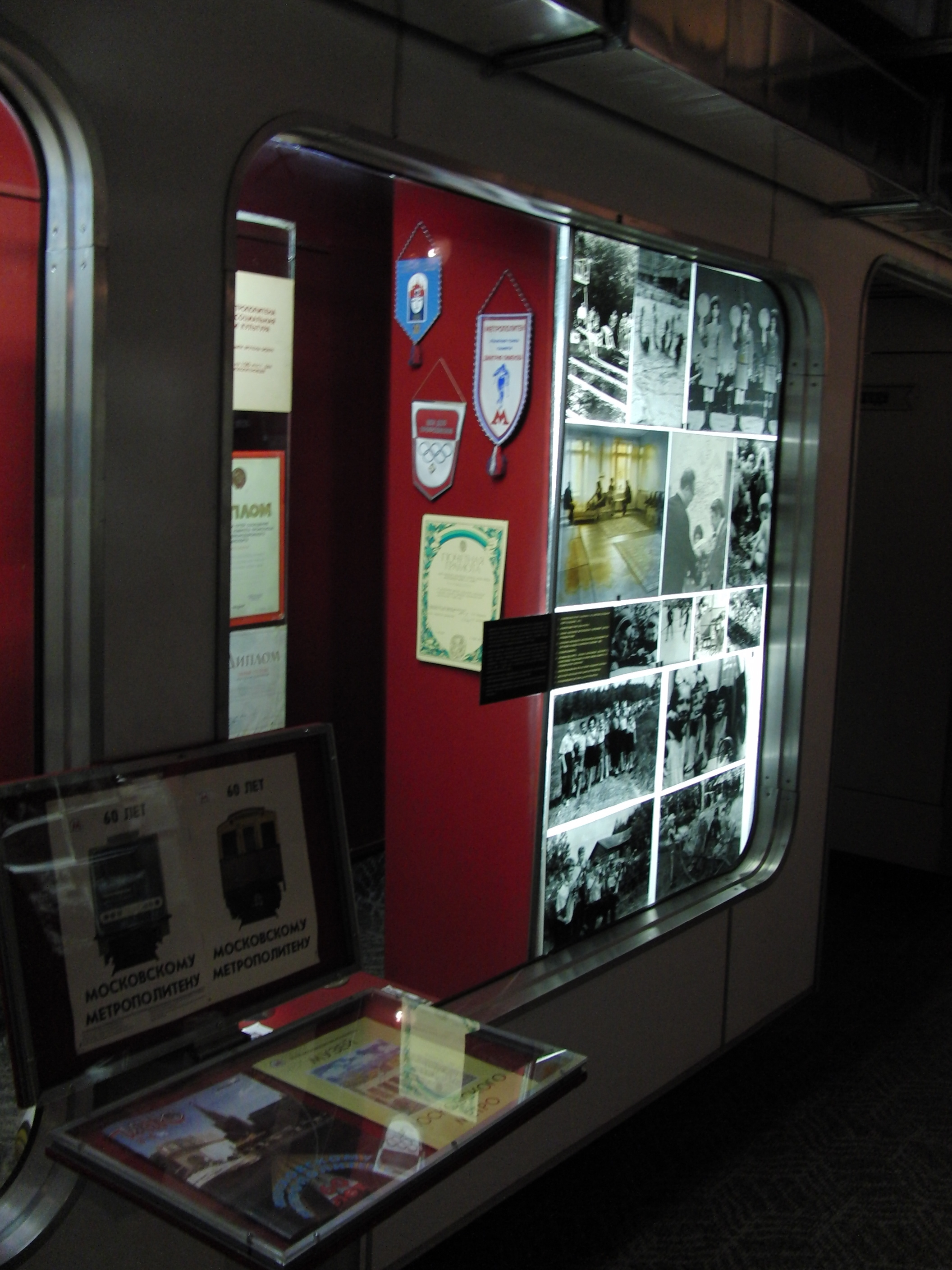
Экспозиция музея, 2010 год

Музей называется «народным», поскольку коллекция была собрана без государственного участия — частными лицами и сотрудниками метрополитена. До переезда в 2016 году экспозиция была организована в хронологическом порядке: от момента создания метрополитена до плана по развитию, принятого в 2015-м.
В коллекцию входят планы первых проектов метрополитена начала XX века, а также фотографии Москвы того времени и первых средств дорожного передвижения: конных трамваев, автобусов и троллейбусов. Отдельный стенд рассказывал о машинисте Михаиле Шполянском, ставшем первым, кто провёл поезд по участку «Комсомольская» — «Сокольники». В зале, посвящённом архитектуре метрополитена, выставлялись коллекции мрамора, фотографии фресок, мозаики и художественной лепнины. Станции были построены в стиле классицизм — высокие своды улучшали санитарное состояние станций, были дёшевы в эксплуатации и выгодны с идеологической точки зрения: когда население Москвы спускалось под землю, оно ощущало себя в светлом будущем.
Отдельная экспозиция была выделена под орудия строительства: здесь хранились кирка, лопата и отбойный молоток. Поскольку в начале 1930-х годов механизация строительства была технически невозможна, над конструкцией первых линий работало около 75 000 человек. Тут же стоит первый деревянный турникет, введённый в эксплуатацию с середины 1950-х годов. До этого момента в метро действовали небольшие автоматические устройства и контролёры, проверявшие билеты прямо в вагонах.
Коллекция музея содержит предметы, связанные с историей метрополитена в годы Великой Отечественной войны. Среди них мемориальная доска погибшим сотрудникам, фотографии станций, функционировавших как убежища, и документы о бронепоезде, построенном на деньги метрополитена в 1943 году и участвовавшем в боях на Курской дуге. Бронепоезд держал оборону на 30-километровом участке фронта и сыграл важную роль в победе советских солдат. Чтобы найти документы и фотографии, связанные с бронепоездом, сотрудники музея выезжали в Курскую область. Здесь, в сарае одного из посёлков, они нашли картину «Последний бой бронепоезда московского метрополитена», написанную неизвестным художником со слов Николая Рыльцова, сына местного путейца, присутствовавшего на битве. Тут же стоял макет именного поезда «Народный ополченец», салон которого украшен военными плакатами.
Музей выставляет предметы, связанные с внутренним устройством метрополитена: макет тоннеля, контактный рельс, лампа электроприёмника, катучий путевой шаблон, электрические кабели и светофоры, ранее использовавшиеся для регулирования движения поездов.
Последний зал был посвящён автоматике, в нём стояли система управления движения поездами — настоящий пульт централизации, использовавшийся на станции «Молодёжная» с 1965 по 2009 годы, и современная система, отображающаяся на мониторе. Посетители могли задавать маршруты следования, а также моделировать появление поездов. Тут же находилась кабина машиниста 1970 года выпуска, в которой экскурсоводы рассказывали, как управляется состав и в какой последовательности машинист выполняет свои действия. Экспозиция завершалась витриной, в которой была представлена эволюция схем московского метрополитена.

## Критика
12 октября 2023 года за видео с высказыванием против вторжения России на Украину в виде фразы «За хохлов!», выложенное 24 февраля 2022 года, из музея была вынуждена уволиться сотрудница Елизавета Володина, занимавшая должность ведущего специалиста, после чего стало известно, что руководство оказывает давление на сотрудников, ведущих интернет-проект «Из метро», руководитель которого — Павел Сухарников — впоследствии попал под сокращение и затем уволился.